# مجلس رقص (فیلم)
مجلس رقص (به ایتالیایی: Ballando ballando) (به فرانسوی: Le Bal) محصول ۱۹۸۳ ایتالیا، فرانسه، الجزایر فیلمی بدون دیالوگ به کارگردانی اتوره اسکولا است که نشان دهنده یک داستان پنجاه ساله از جامعه فرانسه از طریق یک سالن رقص در فرانسه است.

## داستان فیلم
پنجاه سال از رقص باله در فرانسه، از سال ۱۹۳۰: حکومتی که بین سالهای ۱۹۳۶ تا ۱۹۳۹ فرانسه را اداره می‌کند، جنگ جهانی دوم، از ورود جاز و راک، مه ۱۹۶۸ فرانسه، دیسکو، … زوج خاموشی که طبق تاریخ و موسیقی می‌سازند و خراب می‌کنند.